# Ljungbyhed
Ljungbyhed er en landsby i Klippans kommune i Skåne. Området har længe været præget af at være militær træningsplads, der dog har været for aftagende. Hæren forsvandt fra Ljungbyhed i 1952, og flyvevåbnet flyttede til Ängelholm i 1996. Der er dog stadig aktivitet i lufthavnen. Bl.a. drives her trafikflyverhøjskolen, Greybird Pilot Academy, TFHS, trafikflyveruddannelsen for civil luftfart ved Lunds Universitet.
En lille stykke nord for Ljungbyhed ligger Herrevad Kloster. Klostret blev opført i midten af det 12. århundrede af Cistercienserordenen.
Landsbyen kan i bil nås fra Helsingborg via Europavej E4 og Riksväg 21 på ca. 45 minutter.